# American Truck Simulator
American Truck Simulator (ATS) là một trò chơi mô phỏng xe tải được phát triển và xuất bản bởi SCS Software. Nó được công bố là đang được phát triển vào tháng 9 năm 2013 và được công bố tại E3 2015. Nó được phát hành vào ngày 2 tháng 2 năm 2016 cho Microsoft Windows, Linux và macOS. Trò chơi là phần tiếp theo song song với Euro Truck Simulator 2, 18 Wheels of Steel, và là phần thứ ba trong loạt Truck Simulator. Lấy bối cảnh mô tả về Hoa Kỳ, người chơi có thể lái một trong những loại xe tải thông thường kiểu Mỹ, tham quan các địa điểm khác nhau trên khắp Hoa Kỳ, nhận nhiều loại hàng hóa và giao chúng đến đích.
Kể từ khi phát hành, trò chơi đã bán được hơn 2 triệu bản trên Steam.

## Gameplay
American Truck Simulator là game mô phỏng lái xe tải với các yếu tố quản lý kinh doanh. Người chơi mới bắt đầu sẽ được dẫn đến việc thành lập một doanh nghiệp lái xe tải và chọn một thành phố để vận hành. Sau khi chọn thành phố, người chơi sở hữu garage để xe tải được đặt trước nằm trong thành phố đó, sẽ hoạt động như căn cứ địa của người chơi. Trong quá trình chơi, người chơi sẽ chọn từ menu các tuyến đường giao hàng hiện có để lái của một số xe tải kéo rơ moóc và chuyển tải đã chọn đến một địa điểm được chỉ định trong một khoảng thời gian cố định. Bằng cách giao hàng như vậy, người chơi kiếm được tiền cho công ty của người chơi và điểm kinh nghiệm cho người chơi đó. Bằng cách giao hàng hóa đã chọn đến nơi chỉ định trong thời gian quy định và hàng hóa ít bị hư hại nhất, người chơi sẽ tối đa hóa số tiền và điểm kinh nghiệm kiếm được. Việc giao hàng muộn hoặc giao hàng bị hư hỏng sẽ khiến người chơi bị giảm tiền và điểm kinh nghiệm. Số tiền và điểm kinh nghiệm kiếm được tương ứng với thời gian giao hàng trong quãng đường di chuyển và loại hàng hóa được vận chuyển.
Khi người chơi hoàn thành việc giao hàng, người chơi sẽ mở khóa các kỹ năng bằng cách sử dụng điểm kinh nghiệm để mua các nâng cấp kỹ năng cụ thể. Các hạng mục nâng cấp này bao gồm tiết kiệm nhiên liệu, khoảng cách giao hàng theo lộ trình, chở hàng nặng, chở hàng nguy hiểm, chở hàng dễ vỡ hoặc giao hàng gấp.

Chế độ xem của người lái xe từ Western Star Trucks 49X trong quá trình chơi trò chơi

Trong khi lái các tuyến đường, trò chơi sẽ hướng người chơi dừng lại tại các trạm cân được chỉ định để xác định trọng lượng của hàng hóa trước khi được phép tiếp tục (mặc dù trò chơi đôi khi có thể cho phép người lái xe bỏ qua trạm đó). Khi băng qua biên giới vào tiểu bang California (hiện chỉ ở phía bắc của tiểu bang), người chơi có nghĩa vụ tương tự phải dừng lại tại các Trạm Bảo vệ Biên giới California để kiểm tra phương tiện của họ. Việc tránh trạm cân hoặc trạm bảo vệ biên giới sẽ khiến người chơi bị phạt.

## Phát triển
Bản 1.40 ra mắt vào ngày 23 tháng 3 năm 2021, nâng cấp lớn đồ họa về hệ thống ánh sáng (Visual Lighting System), đa dạng hóa chassic, cập nhật Western Star 49X, thêm điểm tham quan New Mexico & Oregon DLC, ký hiệu đường đi,...etc.
Bản 1.41-1.42 ra mắt vào ngày 13 tháng 7 năm 2021 và 21 tháng 10 năm 2021, thêm chế độ chơi nhiều người (Convoy Multiplayer), thay đổi cảnh quan California, thêm tính năng thời tiết vào chụp ảnh, hỗ trợ mod trong multiplayer, phản hồi lực.
Bản 1.43 ra mắt vào ngày 9 tháng 12 năm 2021, thêm xe Freightliner Cascadia 2022, có thể mua mooc thùng ben, cải thiện âm thanh nội thất, phông chữ mới,..etc.
Bản 1.44 ra mắt vào ngày 10 tháng 5 năm 2022, làm lại California giai đoạn 2, tính năng hoàn trả tiền in game sau khi sử dụng mod, phân loại từng trạng thái bộ phận của xe, hôp số tuần tự thông minh,..
Bản 1.45 ra mắt vào ngày  26 tháng 7 năm 2022, thêm thành phố Cody và đường US-14 vào Wyoming DLC, có thể mua mooc bồn chuyên dụng, làm lại thương hiệu tại trạm xăng, hỗ trợ tùy chọn mod multiplayer,...

## Xe tải
SCS Software đã xác nhận trong một bài đăng trên blog ngày 15 tháng 2 năm 2016 rằng Kenworth W900 đã được khởi chạy và thêm vào trò chơi. Sau đó, công ty đã xác nhận trong một bài đăng trên blog rằng Peterbilt 579 và Kenworth T680 sẽ xuất xưởng cùng với vào ngày phát hành. Họ cũng xác nhận Peterbilt 389. Hai năm sau, SCS Software đã đưa Volvo VNL vào trò chơi. Hơn một năm sau, ngày 10 tháng 12 năm 2019, Giám đốc điều hành của SCS Software xác nhận rằng International LoneStar sẽ đến với trò chơi. Nhà phát triển đã tuyên bố rằng họ muốn đưa vào nhiều xe tải hơn, nhưng đã loại trừ việc thêm các xe tải hư cấu và trở ngại lớn nhất đối với việc bao gồm các xe tải thực là vẫn đảm bảo quyền cấp phép. International LoneStar được phát hành vào trò chơi vào ngày 12 tháng 12 năm 2019. Bốn tháng sau, ngày 28 tháng 4 năm 2020, Mack Anthem được thêm vào trò chơi, với Western Star 49X được thêm vào trò chơi 4 tháng sau vào ngày 30 tháng 9 năm 2020, khoảng một ngày sau khi ra mắt ở ngoài đời. Sau đó ba tháng vào ngày 2 tháng 12 năm 2020, Freightliner Cascadia được thêm vào trò chơi. Chưa đầy một năm sau, vào ngày 1 tháng 9 năm 2021, SCS đã thêm vào trong trò chơi với International LT, trước đây được gọi là International ProStar, đi kèm với International LoneStar. Ba tháng sau, Freightliner Cascadia nhận được bản cập nhật với các bộ phận mới từ xe tải năm 2022.

## Bối cảnh
Trò chơi hiện lấy bối cảnh với tỷ lệ 1: 20 của các vùng tiếp giáp phía tây Hoa Kỳ, được nhà phát triển mở rộng định kỳ thông qua DLC. Hiện tại có các bang miền tây Hoa Kỳ như California, Nevada, Arizona, với New Mexico, Oregon, Washington, Utah, Idaho, Colorado và Wyoming có sẵn dưới dạng DLC. Trò chơi hiện có 136 thành phố, bao gồm Los Angeles, San Francisco, San Diego, Las Vegas, Phoenix, Albuquerque, Portland, Seattle, Salt Lake City, Boise, Denver, Cheyenne và nhiều con đường trong game dài hàng nghìn dặm. Hiện tại, người chơi có thể đi xa về phía bắc như Bellingham, Washington, xa về phía nam như Nogales, Arizona, xa về phía tây như Eureka, California và xa về phía đông như Burlington, Colorado.SCS đã tuyên bố rằng sẽ có bản mở rộng trong tương lai. Cộng đồng modding của American Truck Simulator cũng đã tạo ra phần mở rộng của riêng họ. Phổ biến nhất trong số các phần mở rộng này bao gồm các thành phố ở mỗi tiểu bang, Mexico và Canada, mặc dù phần lớn các bản đồ này, với một số ngoại lệ, thường không dày đặc đường xá như trò chơi cơ bản và cũng không được cộng đồng coi là chất lượng cao hoặc chi tiết. Một số bản đồ đã sửa đổi làm lại các phần cũ của bản đồ với các khu vực riêng của chúng, chất lượng cao hơn so với bản cũ. Những khu vực cũ này thường được cộng đồng coi là lạc hậu, tiêu chuẩn thiết kế thấp hơn DLC của SCS, ngoại trừ miền bắc California và Las Vegas kể từ phiên bản 1.44.

### Tiểu bang

Bản đồ của lục địa Hoa Kỳ thể hiện các tiểu bang có sẵn trong trò chơi
Có sẵn
Đang phát triển
Chưa có

Trò chơi bắt đầu khi ra mắt với các bang California và Nevada của Hoa Kỳ, và mở rộng từ đó, với Arizona được thêm vào tháng 6 năm 2016 dưới dạng bản cập nhật miễn phí. Một số trạng thái khác hiện đã được thêm vào dưới dạng DLC trả phí:
| Tiểu bang  | Ngày phát hành       | Bổ sung/xóa bỏ bản đồ sau khi phát hành (DLC) | Xe đầu kéo (ảnh đại diện của DLC) |
| ---------- | -------------------- | --- | --------------------------------- |
| California | 2 tháng 2 năm 2016   | - Ukiah (được thêm vào ở bản v1.3) - Santa Maria (được thêm vào ở bản v1.5) - Hilt (thay cho Hornbrook ở bản v1.41) - Xóa bỏ San Rafael ở bản v1.44 | Peterbilt 579                     |
| Nevada     | 2 tháng 2 năm 2016   | | Peterbilt 579                     |
| Arizona    | 6 tháng 6 năm 2016   | - Clifton (được thêm vào ở bản v1.32) | Kenworth W900                     |
| New Mexico | 9 tháng 11 năm 2017  | | Kenworth T680                     |
| Oregon     | 4 tháng 10 năm 2018  | | Kenworth W900                     |
| Washington | 11 tháng 6 năm 2019  | | Kenworth T680                     |
| Utah       | 7 tháng 11 năm 2019  | | Volvo VNL                         |
| Idaho      | 16 tháng 7 năm 2020  | | International Lonestar            |
| Colorado   | 12 tháng 11 năm 2020 | | Mack Anthem                       |
| Wyoming    | 7 tháng 9 năm 2021   | - Cody (được thêm vào ở bản v1.45) | Western Star 49X                  |
| Montana    | 4 tháng 8 năm 2022   | | International 9900i               |
| Texas      | 15 tháng 11 năm 2022 | - Texarkana (được thêm vào ở bản v1.48) - De Kalb, Greenville, Paris, Shamrock & Sherman (as scenery towns, được thêm vào ở bản v1.48)              | Western Star 57X                  |
| Oklahoma   | 1 tháng 8 năm 2023   | | Volvo New VNL                     |
| Kansas     | 30 tháng 11 năm 2023 | | Kenworth W900                     |
| Nebraska   | 16 tháng 5 năm, 2024 | | Western Star 49X                  |
| Arkansas   | 16 tháng 9 năm, 2024 | | TBA                               |
| Missouri   | 3 tháng 4 năm, 2025  | | TBA                               |

## Đánh giá
American Truck Simulator đã nhận được hầu hết các đánh giá tích cực từ các nhà phê bình, đạt 76/100 trên Metacritic.
Hardcore Gamer đã cho trò chơi 4/5 khi nói rằng: "Trong khi chủ nghĩa hiện thực hơn một chút sẽ làm cho American Truck Simulator trở nên thú vị hơn, nhưng điều đó nghe có vẻ nghịch lý, không có cách nào thoát khỏi nó có thể chơi tuyệt vời như thế nào."
Andy Kelly của PC Gamer đã khen ngợi trò chơi và lưu ý rằng nó có những điểm mạnh và thiếu sót của người tiền nhiệm ( gần nhất là ETS2 ) do hai trò chơi tương đồng, mặc dù đã khuyên rằng nó chưa được hoàn thiện khi ra mắt và khuyến cáo các game thủ thận trọng hơn hãy đợi cho đến khi nó được hoàn thiện hơn trước khi mua trò chơi.
American Truck Simulator đã giành giải "Giải pháp công nghệ tốt nhất" tại Giải thưởng Trò chơi của năm tại Séc 2016, đồng thời cũng được đề cử cho Trò chơi hay nhất, trò chơi PC / Console hay nhất và âm thanh hay nhất.